# Vioolconcert (Nielsen)
Het Vioolconcert opus 33 van de Deense componist Carl Nielsen is een concert voor viool en symfonieorkest, gecomponeerd gedurende het gehele jaar 1911.

## Geschiedenis
De geschiedenis van Nielsens vioolconcert begon toen hij werd uitgenodigd door de weduwe van Edvard Grieg, Nina Hagerup, om in de zomer van 1911 een bezoek te brengen aan de plek waar Grieg componeerde (zijn componeerhut Komposten) in Troldhaugen bij Bergen. Nielsen was zelf violist en had al jaren een plan om een vioolconcert te schrijven, maar de violisten in Scandinavië hadden in zijn ogen nog niet de benodigde techniek. In die jaren keerde de internationaal bekende violist Peder Christensen Møller (1877-1940) terug naar Denemarken om het Koninklijk Deens Orkest te gaan leiden. Hij kende sterviolisten van die tijd als Eugène Ysaÿe, Henri Marteau en Jacques Thibaud en voor hem wilde Nielsen wel een concert schrijven.
Tot aan september schoot Nielsen op met zijn concert, maar daarna brak weer een seizoen aan voor het Koninklijk Theater van Kopenhagen, waar hij assistent-dirigent was. Het componeren vorderde langzaam maar gestaag. Nielsen moest een concert schrijven dat voldoende uitdaging vormde voor Møller, maar ook door anderen gespeeld kon worden. Hij schreef op 22 september dat het componeren hem plezier gaf. Op 13 december was het concert klaar. 
De première vond plaats in Kopenhagen met het Koninklijk Deens Orkest en met Peder Møller als solist. Møller nam Nielsen mee op tournee en speelde het concert in Stockholm, zijn tweede thuis Göteborg (op 6 februari 1914) en elders in Europa. Later zou ook de Hongaarse violist Emil Telmányi (1892-1988) die van 1918 tot 1936 getrouwd was met Nielsens dochter Anne Marie, het concert promoten. Nielsen bleef Møller trouw toen het vioolconcert gespeeld werd op zijn 50e verjaardag: niet Telmányi speelde, maar Møller, tegen de zin van de familie in. Volgens een gerucht was het vioolconcert ook het laatste werk dat Nielsen hoorde voordat hij in 1931 stierf.

## Compositie
Het vioolconcert bestaat eigenlijk uit vier delen, tegen de traditie van een soloconcert in. Door samenvoeging van de eerste twee delen ontstaat dan de klassieke driedelige vorm:
1. Prelude – Largo / Allegro cavallerresco
2. Poco adagio
3. Rondo. Allegretto scherzando

Zoals Nielsen niet leek te kunnen kiezen tussen de klassieke vorm of modernisme, zo hinkt ook dit vioolconcert op twee gedachten. Soms is het uiterst melodieus, dan weer ligt de nadruk op de techniek, zonder dat dit storend is. De solist moet soms in de solopartij alle zeilen bijzetten, terwijl er ook rustige cadensen zijn. Een lange solopassage bevindt zich in het tweede gedeelte van deel 1.

## Discografie

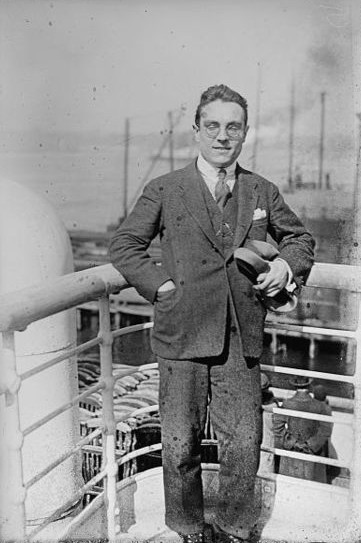
Emil Telmányi maakte furore met het vioolconcert van zijn schoonvader.

In de jaren veertig maakte Emil Telmányi met de Italiaanse dirigent Egisto Tango een beroemd geworden opname van het concert. Hij nam het in dezelfde periode ook op met het Deens Radio Symfonieorkest o.l.v. Fritz Busch. Een andere veelgeprezen opname maakte ongeveer tezelfdertijd Yehudi Menuhin met laatstgenoemd orkest en de dirigent Mogens Wöldike.
Enkele moderne cd-uitgaven zijn: 
- Maxim Vengerov (viool), Chicago Symphony Orchestra o.l.v. Daniel Barenboim (Apex/Warner)
- Cho-Liang Lin (viool), Symfonieorkest van de Zweedse Radio o.l.v. Esa-Pekka Salonen (Sony)
- Arve Tellefsen (viool), Deens Radio Symfonieorkest o.l.v. Herbert Blomstedt (Warner)
- Dong-Suk Kang (viool), Göteborg Symfonie Orkest o.l.v. Myung-Whun Chung (BIS)
- Nikolaj Znaider (viool), London Philharmonic Orchestra o.l.v. Lawrence Foster (EMI)
- Nikolaj Znaider (viool), New York Philharmonic o.l.v. Alan Gilbert (Dacapo)
- Baiba Skride (viool), Filharmonisch Orkest van Tampere o.l.v. Santtu-Matias Rouvali (Orfeo)
- Vilde Frang (viool), Deens Nationaal Symfonieorkest/DR o.l.v. Eivind Gullberg Jensen (EMI)